# Ambassade de France en Inde
L'ambassade de France en Inde est la représentation diplomatique de la République française auprès de la république de l'Inde. Elle est située à New Delhi, la capitale du pays, et son ambassadeur est, depuis 2023, Thierry Mathou.

## Ambassade
L'ambassade est située dans le quartier Chanakyapuri de New Delhi, où se trouvent un grand nombre d'ambassades. Elle accueille aussi un consulat général.

## Histoire
Entre 1982 et 1985, les architectes Paul Chemetov et Borja Huidobro construisent l'ambassade de France à Delhi.

### Le consulat de Pondichery
Si le consulat général de France à Pondichéry n'est officiellement installé dans la Maison Saint-Fulgence que depuis 1956, la présence française en ce lieu est pourtant ancienne. En 1726 se trouve sur cette parcelle un cimetière français. Dans les années 1750, le terrain est acheté par Jean-Baptiste de Saint-Fulgence de Bury, officier d'infanterie qui fut président de l'Assemblée coloniale sous la Convention. Hypothéquée, sa maison est récupérée par l'État indien et louée à l'administration française. Le contrôleur colonial, puis l'ordonnateur colonial, l'occupèrent durant plus d'un siècle, de 1828 à 1954, année où la France céda ses derniers territoires de la ville. Le consulat est aujourd'hui très important, avec plus de 10 000 Français dans sa circonscription.

## Ambassadeurs
| De   | À    | Ambassadeur            |
| ---- | ---- | ---------------------- |
| 1944 | 1945 | M. Raux                |
| 1945 | 1947 | Christian Fouchet      |
| 1947 | 1947 | Henri-Paul Roux        |
| 1947 | 1951 | Daniel Lévi            |
| 1951 | 1960 | Stanislas Ostroróg     |
| 1961 | 1965 | Jean-Paul Garnier      |
| 1965 | 1970 | Jean Daridan           |
| 1970 | 1972 | Jean Vyau de Lagarde   |
| 1972 | 1976 | Jean-Daniel Jurgensen  |
| 1976 | 1979 | Jean-Claude Winckler   |
| 1979 | 1982 | André Ross             |
| 1982 | 1985 | Serge Boidevaix        |
| 1985 | 1987 | Jean-Bernard Mérimée   |
| 1987 | 1991 | André Lewin            |
| 1991 | 1996 | Philippe Petit         |
| 1996 | 2000 | Claude Blanchemaison   |
| 2000 | 2002 | Bernard de Montferrand |
| 2002 | 2007 | Dominique Girard       |
| 2007 | 2011 | Jérôme Bonnafont       |
| 2011 | 2016 | François Richier       |
| 2016 | 2019 | Alexandre Ziegler      |
| 2019 | 2023 | Emmanuel Lenain        |
| 2023 | auj. | Thierry Mathou         |

## Consulats
Outre celui de New Delhi, il existe quatre autres consulats généraux de France en Inde, basés à :
- Bangalore
- Bombay
- Calcutta
- Pondichéry

### Communauté française
Au 31 décembre 2016, 9 571 Français sont inscrits sur les registres consulaires en Inde. Au 31 décembre 2014, les 9 983 inscrits étaient ainsi répartis entre les 5 circonscriptions consulaires : Pondichéry : 6 774, New Delhi : 1 457, Bombay : 827, Bangalore : 831, Calcutta : 94. Plus de 2 000 d'entre eux sont des retraités, des militaires ou des fonctionnaires. Près de 100 000 touristes français effectuent chaque année un séjour moyen d'un mois.
| 2001  | 2002  | 2003  | 2004  |
| ----- | ----- | ----- | ----- |
| 7 924 | 8 134 | 8 284 | 7 947 |

| 2005  | 2006  | 2007  | 2008  |
| ----- | ----- | ----- | ----- |
| 8 195 | 8 793 | 8 265 | 8 669 |

| 2009  | 2010  | 2011  | 2012  |
| ----- | ----- | ----- | ----- |
| 9 030 | 9 004 | 9 595 | 9 687 |

| 2013  | 2014  | 2015  | 2016  |
| ----- | ----- | ----- | ----- |
| 9 950 | 9 983 | 9 585 | 9 571 |

### Circonscriptions électorales
Depuis la loi du 22 juillet 2013 réformant la représentation des Français établis hors de France avec la mise en place de conseils consulaires au sein des missions diplomatiques, les ressortissants français de l'Inde élisent pour six ans des conseillers consulaires dans chacune des circonscriptions suivantes :
1. New Delhi, Bangalore, Bombay, Calcutta, Dacca (Bangladesh), Katmandou (Népal) et Colombo (Sri Lanka) : 3 conseillers ;
2. Pondichéry et Chennai : 3 conseillers.

Ces derniers ont trois rôles :
1. ils sont des élus de proximité pour les Français de l'étranger ;
2. ils appartiennent à l'une des quinze circonscriptions qui élisent en leur sein les membres de l'Assemblée des Français de l'étranger ;
3. ils intègrent le collège électoral qui élit les sénateurs représentant les Français établis hors de France.

Pour l'élection à l'Assemblée des Français de l'étranger, l'Inde était partagée jusqu'en 2014 entre deux circonscriptions électorales : celle de Pondichéry représentait deux sièges à l'Assemblée, celle de New Delhi, comprenant aussi l'Afghanistan, le Bangladesh, l'Iran, les Maldives, le Népal, le Pakistan et le Sri Lanka, représentait deux sièges. L'Inde appartient désormais à la circonscription électorale « Asie-Océanie » dont le chef-lieu est Hong Kong et qui désigne neuf de ses 59 conseillers consulaires pour siéger parmi les 90 membres de l'Assemblée des Français de l'étranger.
Pour l'élection des députés des Français de l’étranger, l'Inde dépend de la 11e circonscription.